# بلان بي (موسيقي)
بنيامين بول بالانس درو (ولد في 22 أكتوبر 1983)، والمعروف باسمه الفني بلان بي (بالإنجليزية: Plan B) هو مغني راب و مغني و كاتب أغاني و ممثل و صانع أفلام إنجليزي. ظهر لأول مرة كمغني راب ، حيث أصدر ألبومه الأول ، Who Needs Actions When You Got Words ، في عام 2006. بعد ذلك أصدر ألبومه الثاني ، The Defamation of Strickland Banks (2010) ، و هو ألبوم يمزج بين موسيقى السول والآر أند بي ، كما أنه ظهر لأول مرة في المرتبة الأولى على قائمة ألبومات المملكة المتحدة . كما تعاون مع العديد من الفنانين مثل تشيس وستاتس ، و أبرزهم في أغنية " End Credits " التي وصلت إلى المراكز العشرة الأولى في عام 2009.
كان لدرو أيضًا مسيرة سينمائية ناجحة كممثل، مع أدوار في Adulthood (2008)، و Harry Brown (2009)، و 4.3.2.1. في عام 2012 ، أصدر فيلم Ill Manors ، الذي كتبه و أخرجه بنفسه. قام أيضًا بتأليف الموسيقى،  وأصدر ألبومًا للموسيقى التصويرية لبلان بي ، و الذي أصبح ثاني ألبوم له يحتل المرتبة الأولى.